# Nowochopiorskij
Nowochopiorskij (ros. Новохопёрский) – osiedle typu miejskiego w Rosji, w obwodzie woroneskim, w rejonie nowochopiorskim. W 2021 liczyło 
7809 mieszkańców.